# Erwin Biswanger
Erwin Biswanger, né le 26 novembre 1896 à Berlin où il est mort le 28 octobre 1944 , est un acteur et scénariste allemand.

## Filmographie partielle
- 1924 : Les Nibelungen de Fritz Lang : Eulenber
- 1927 : Metropolis de Fritz Lang : 11811 - Georgy